# Mallota vilis
Mallota vilis är en tvåvingeart som först beskrevs av Christian Rudolph Wilhelm Wiedemann 1830.  Mallota vilis ingår i släktet hålblomflugor, och familjen blomflugor. Inga underarter finns listade i Catalogue of Life.